# Московский район обороны
Московский район обороны (МРО) был создан после подписания Брестского мира на основании постановления Комитета революционной обороны Петрограда от 3 марта 1918 и директивы Высшего военного совета от 5 марта 1918 для прикрытия внутренних областей Советской России от возможного вторжения германских войск.
15 марта 1918 года По приказу МРО No.8 бв составе района начали формироваться отряды: Тверской, Ржевский, Вяземский, Калужский, 1 Тульский и 1 Рязанский.
В июне 1918 в соответствии с планом Высшего военного совета отряды были переформированы в пехотные дивизии: Калужскую, 2 и 3-ю Московские, Рязанскую, 2 Тверскую, Тульскую.
Главной задачей МРО было обеспечение обороны Москвы и западного направления.
26 июля 1918 приказом Высшего военного совета No.60 штаб района был расформирован часть дивизий (Калужская, 2 Московская, 1 Тульская дивизии) передавались Западному участку отрядов завесы, вторая часть дивизий (3 Московская и 2 Тульская) передавались  Ярославскому ВО, а 1-я Рязанская пехотная дивизия передавалась в Московский военный округ, вновь образованный 4 мая 1918.